# I. Ince pápa
Szent I. Ince (latinul: Innocentius), (360 körül, Albano Laziale – 417. március 12., Róma) volt Szent Péter trónjának negyvenedik betöltője 401. december 21-től haláláig.

## Élete
A Liber Pontificalis szerint Albano városában született egy keresztény családban, azonban a legtöbb krónika úgy számol be I. Ince származásáról, mint I. Anasztáz pápa fiáról. Amikor Anasztáz még nem lépett papi pályára, akkor fogant meg a gyermek. Stabil, kiegyensúlyozott, központosító politikát folytató pápa volt, akit a római zsinat 401. december 22-én választott meg egyházfőnek. Hivatalát haláláig viselte.
Erőskezű egyházfő hírében állt, akinek pontifikátusa alatt érezte meg először Róma városa, hogy a hatalmas birodalom hamarosan romokba dől. 408-ban ugyanis I. Alarich, a vizigótok királya megostromolta a várost. Ugyan az első roham nem járt sikerrel, mégis köztudott volt, hogy a hajdani dicső központ nem bírja sokáig tartani majd magát. 409-ben maga Ince vezetett küldöttséget Alarik táborába. Nem sikerült megegyezni a királlyal, így a pápa elmenekült Rómából, és 410-ben a gótok feldúlták a szent várost. Az ostrom alatt a rómaiak azt látták, hogy egyetlen Istenük elfordult tőlük, és ezért a pogány isteneknek áldoztak és hozzájuk imádkoztak. Egyes későbbi anekdoták szerint ezt maga Ince is engedélyezte.
A harcok mindemellett nem irányultak a keresztény egyház ellen, így Ince továbbra is irányíthatta nyáját. Ezt egészen erős kézzel tette. Minden áron fenn akarta tartani a római Szentszék elsőbbségét. Elismertette a pápa primátusát, és Rómát nevezte minden klerikális vita döntőbírájának. Kiterjesztette a thesszalonikéi püspök hatáskörét. Kelet-Illíria minden püspöke fölé emelte a szaloniki püspököt, és megalapította a Thesszalonikéi Pápai Vikáriátust.
Mint minden kora keresztény egyházfő, Ince is sokat harcolt az eretnek tanok ellen. Így megerősítette a II. afrikai zsinat határozatát, amely elítéli Pelagiust és Celestiust. 416-ban zsinatot hívott össze Karthágó városába, hogy a donatista tanokat újra megvitassák, majd elvessék. Talán az egyetlen sikertelen egyházi vitája volt az, amikor megpróbálta visszahelyezni konstantinápolyi érseki székébe Aranyszájú Szent Jánost, akit törvénytelenül fosztottak meg hivatalától. Ez a vita kisebb szakadást eredményezett a keleti egyházakkal. 

417 tavaszán halt meg az energikus pápa.

## Művei
- Documenta Catholica Omnia (latin nyelven). (Hozzáférés: 2011. december 6.)